# Flóra Česka
Flóra Česka je národní květenou, tedy inventářem rostlin vyskytujících se v České republice. Biogeograficky spadá do středoevropské provincie v rámci biomu opadavých listnatých lesů. Vyvíjela se postupně od doby posledního glaciálu a je charakteristická vzájemným průnikem floristických prvků subatlantických, eurosibiřských, alpsko-karpatských a na jižní Moravě i panonských. Průběžně byla obohacována jednak přirozenými migracemi rostlin, jednak jejich zavlékáním prostřednictvím člověka. Na počátku 21. století na území ČR roste více než 3700 druhů rostlin, z toho je zhruba 2,5 tisíce původních. 48 druhů je považováno za endemity Česka.
Odborně zpracována byla česká flóra v řadě prací, z nichž nejdůležitější je souborná devítisvazková Květena České republiky kolektivu autorů České akademie věd a internetová databáze Pladias.